# Craig Fleming
Craig Fleming (Halifax, 6 ottobre 1971) è un allenatore di calcio, dirigente sportivo ed ex calciatore inglese, di ruolo difensore.

## Carriera

### Allenatore
Nel marzo del 2024 viene integrato come assistente tecnico del Wolfsburg guidato da Ralph Hasenhüttl.